# Pekahja
Pekahja (más néven: Pekája) az Izraeli Királyság uralkodója a Kr. e. 8. század közepén.
Menáhem fia. Mintegy kétéves uralma után Pekah megölette.

„Azt cselekedte, ami gonosz volt az Úr előtt: nem távozott el Jeroboámnak, Nábát fiának bűneitől, aki bűnre vitte Izraelt.”

– 2Kir15,23

## Fordítás
Ez a szócikk részben vagy egészben  a   Pekahiah című angol Wikipédia-szócikk fordításán alapul.  Az eredeti cikk szerkesztőit annak laptörténete sorolja fel. Ez a jelzés csupán a megfogalmazás eredetét és a szerzői jogokat jelzi, nem szolgál a cikkben szereplő információk forrásmegjelöléseként.